# Paul Di Leo

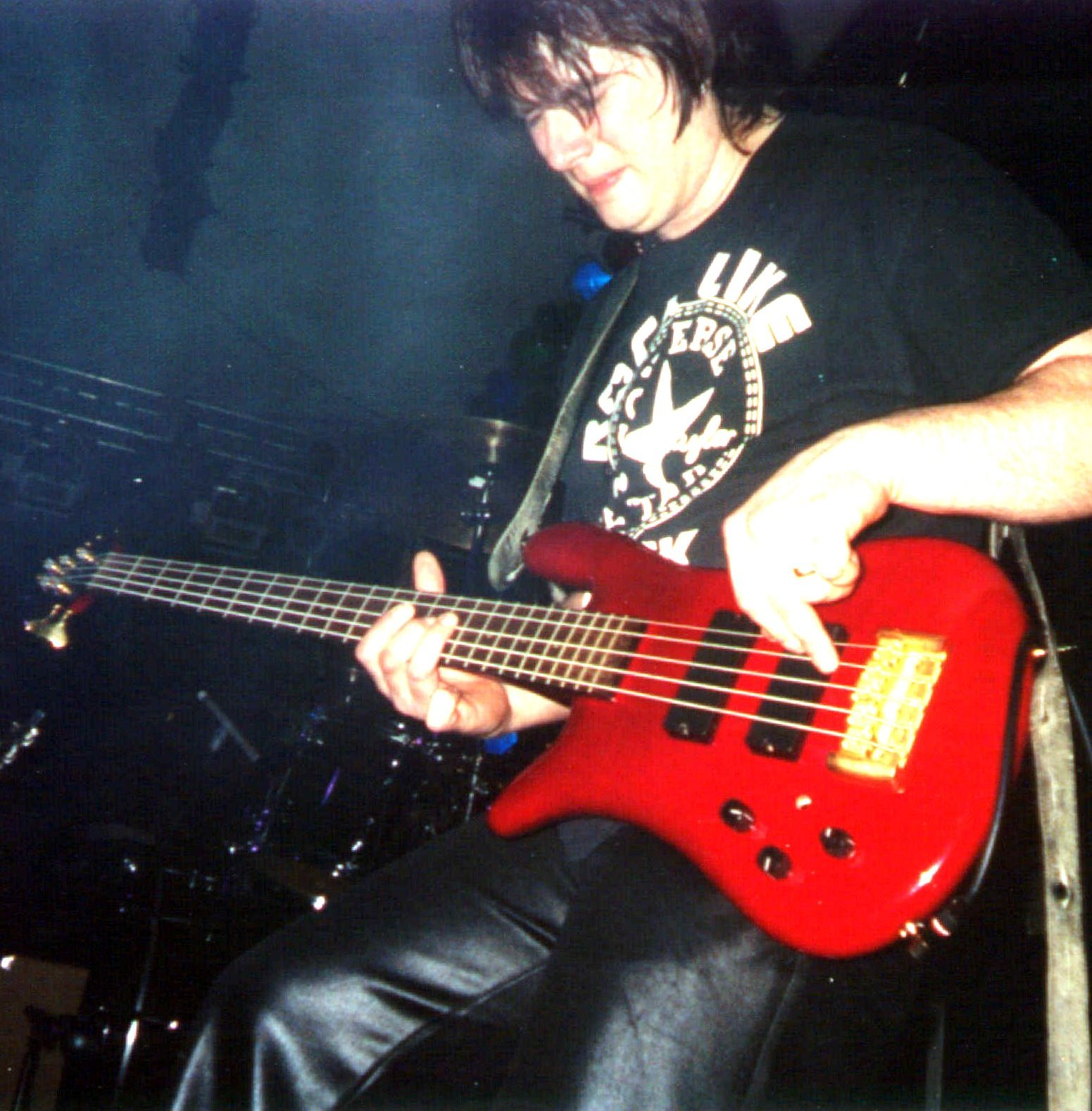
Paul Di Leo bei einem Auftritt in Nürnberg

Paul Di Leo (* 19. November 1965 in New York) ist ein US-amerikanischer Bassist aus New York. Seit 2001 ist er festes Mitglied der aktuellen Nena-Band. Als Live-Bassist begleitet er regelmäßig Enrique Iglesias, Joe Lynn Turner und Rock-Sängerin Sophia Ramos (hat u. a. bei Alben von Big Brother and the Holding Company, Joan Osborne und Michelle Shocked mitgewirkt). Seit 2009 ist er  Mitglied der amerikanischen Band Rage and Beyond und von September 2011 bis September 2014 war er außerdem Mitglied der Band Fozzy.

## Musikalische Entwicklung
Mit 12 Jahren begann Paul Di Leo E-Bass zu spielen. Als Linkshänder spielt er einen rechtshändig besaiteten Linkshänderbass, das heißt, die tiefe E-Saite befindet sich unten. Auf die gleiche Weise hat er auch Gitarre spielen erlernt. Schon früh etablierte sich Paul di Leo als gefragter Bassist in der Musikszene in New York und New Jersey. Der Durchbruch gelang ihm Anfang der 1990er Jahre durch seine Arbeit mit international bekannten Musikern. Paul di Leo hat seitdem sowohl auf der Bühne als auch im Studio mit vielen renommierten Künstlern gearbeitet, darunter Billy Joel, Paul Simon, Steve Gadd, Don Henley, Enrique Iglesias, Carly Simon, Lauryn Hill, Joe Lynn Turner, Howard Jones, Kim Wilde, Udo Lindenberg oder M People.
Im Jahr 2009 brachte di Leo mit der amerikanischen Hard-Rock-Formation Rage and Beyond die CD Corporate Nation heraus, die positive Kritiken erhielt. Weitere Mitglieder sind Schlagzeuger Bobby Marks (ehemals bei Steeler, London, Keel und Dokken), Karl Cochran (Gitarrist bei Joe Lynn Turner, Komponist für Kiss) und Sänger Ed Terry.
Außerdem verbringt Paul Di Leo seine Zeit mit Studioarbeit und dem Schreiben neuer Songs. Er produziert und mixt regionale Bands und Künstler aus New York und New Jersey. Dazu steht ihm ein eigenes Studio zur Verfügung.
2011 gründete Paul Di Leo mit Dream-Theater-Schlagzeuger Mike Portnoy, Symphony X Sänger Russell Allen und anderen die Rockband Adrenaline Mob die bei ihrem Livedebüt am Freitag, den 24. Juni im „Hiro Ballroom“ in New York ihr erstes Album vorstellte.
Im Januar 2012 verließ er die Band wieder, weil er Terminschwierigkeiten mit seinen anderen musikalischen Projekten bekam. Als Ersatz wurde John Moyer von der Band Disturbed in die Band geholt. Von 2011 bis 2014 spielte er in der Hardrock Formation Fozzy.

## Auszeichnungen
Für die Arbeit mit Nena bekam er 2 Platin- und 2 Gold-Alben, unter anderem auch für seine Mitarbeit als Komponist und Bassist auf dem Album Willst du mit mir gehn.

## Diskographie (Auszug)
mit Nena
- Nena Feat. Nena (WEA, 2002)
- Nena Feat. Nena (DVD) (WEA, 2002)
- Nena and friends (WEA, 2003)
- Live Nena (WEA, 2004)
- Willst du mit mir gehn (WEA, 2005)
- Cover me (WEA, 2006)
- Made in Germany (BMG/Laugh & Peas, 2009)
- Made in Germany (Album) LIVE 2010 (BMG/Laugh & Peas, 2010)
- Du bist gut (The Laugh & Peas Company, 2012)

mit  Rage and Beyond
- Corporate Nation (2009), abgemischt von Kevin Shirley (u. a. Produktion bzw. Abmischung bei Led Zeppelin, Iron Maiden und The Black Crowes)

mit Adrenaline Mob
- Adrenaline Mob (EP, 2011)
- Omertà (2012)

mit Fozzy
- Sin and Bones (2012) (Album)
- "Sandpaper" feat. M Shadows (2012) (Single)

mit anderen Künstlern
- Head - Independent (1992–93)
- Summerland - Summerland (1996)
- Summerland - 2 - (1998)
- Lauryn Hill - The Miseducation Of Lauryn Hill (Columbia, 1998)
- Keren Deberg - Gone (2001)
- Keren Deberg - Overwhelmed (2008)
- Voodooland - Give Me Air (2004)